# Лелбаги
Лелбаги (груз. ლელბაგი) — село в Грузии, на территории Местийского муниципалитета края (мхаре) Самегрело-Верхняя Сванетия.

## География
Село находится в северо-западной части Грузии, к северу от реки Ингури, на расстоянии приблизительно 7 километров (по прямой) к западо-юго-западу от посёлка городского типа Местиа, административного центра муниципалитета.

## Население
По результатам официальной переписи населения 2014 года в Лелбаги проживало 12 человек (7 мужчин и 5 женщин). В национальной структуре населения грузины составляли 100 %.
| Год  | Население, человек |
| ---- | ------------------ |
| 2002 | 26                 |
| 2014 | ↘ 12               |